# パション
『パション』（英語: Pasyon, スペイン語: Pasión）は、フィリピンで作られて詠唱される長編のキリスト受難詩。イエス・キリストの受難の生涯を中心に描く。フィリピンでは18世紀から四旬節にパションが詠唱されるようになり、フィリピンのキリスト教の特徴の一つとなっている。

## 歴史
16世紀から始まるスペインによる植民地化の過程で、フィリンピンにおける伝統的な文字で書かれたものは、主にフィリピンに布教に来たカトリック教会によって「悪魔の文字」とされて、すべて消滅させられた。フィリピンの伝統的な文学は叙事詩や伝説や歌など主に口承文学だったが、カトリック教会はそれらをキリストの受難物語に置き換えようとした。18世紀になり、現地の詩人アキノ・デ・ベレンがタガログ語で書いた長編詩『我が主イエス･キリストの受難』 (Mahal Na Pasion ni Jesu Christo) が1704年に出版された。
その後19世紀になり1814年に神父ピラピル (Mariano Pilapil) によって編集された「ピラピル版パション」が現代でも詠唱されている。

## 詠唱

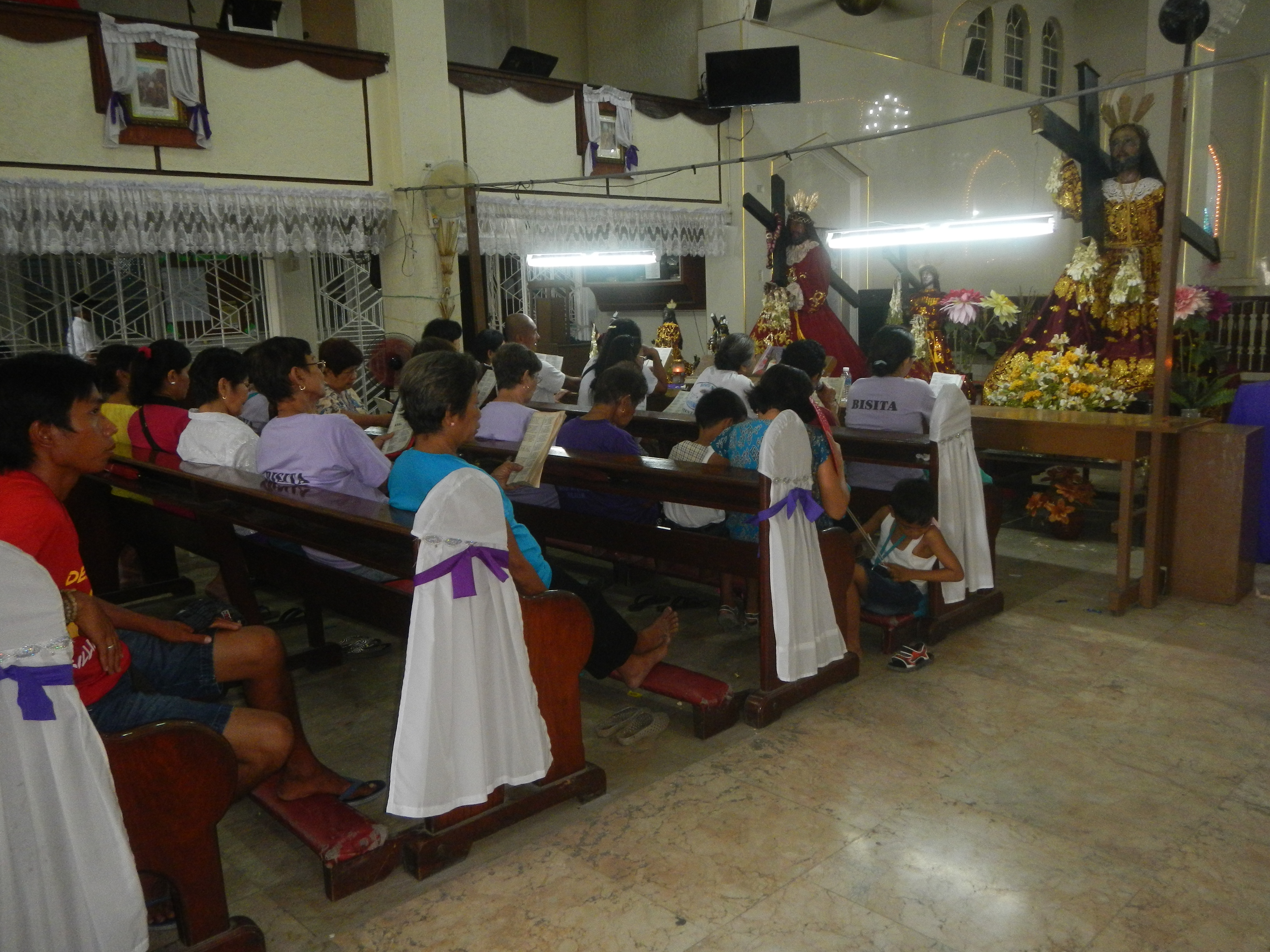
パバサ（英語版）（パションの詠唱）。ブラカン州マロロス市のBulacan Holy Trinity Chapel Santisima Trinidadにて。
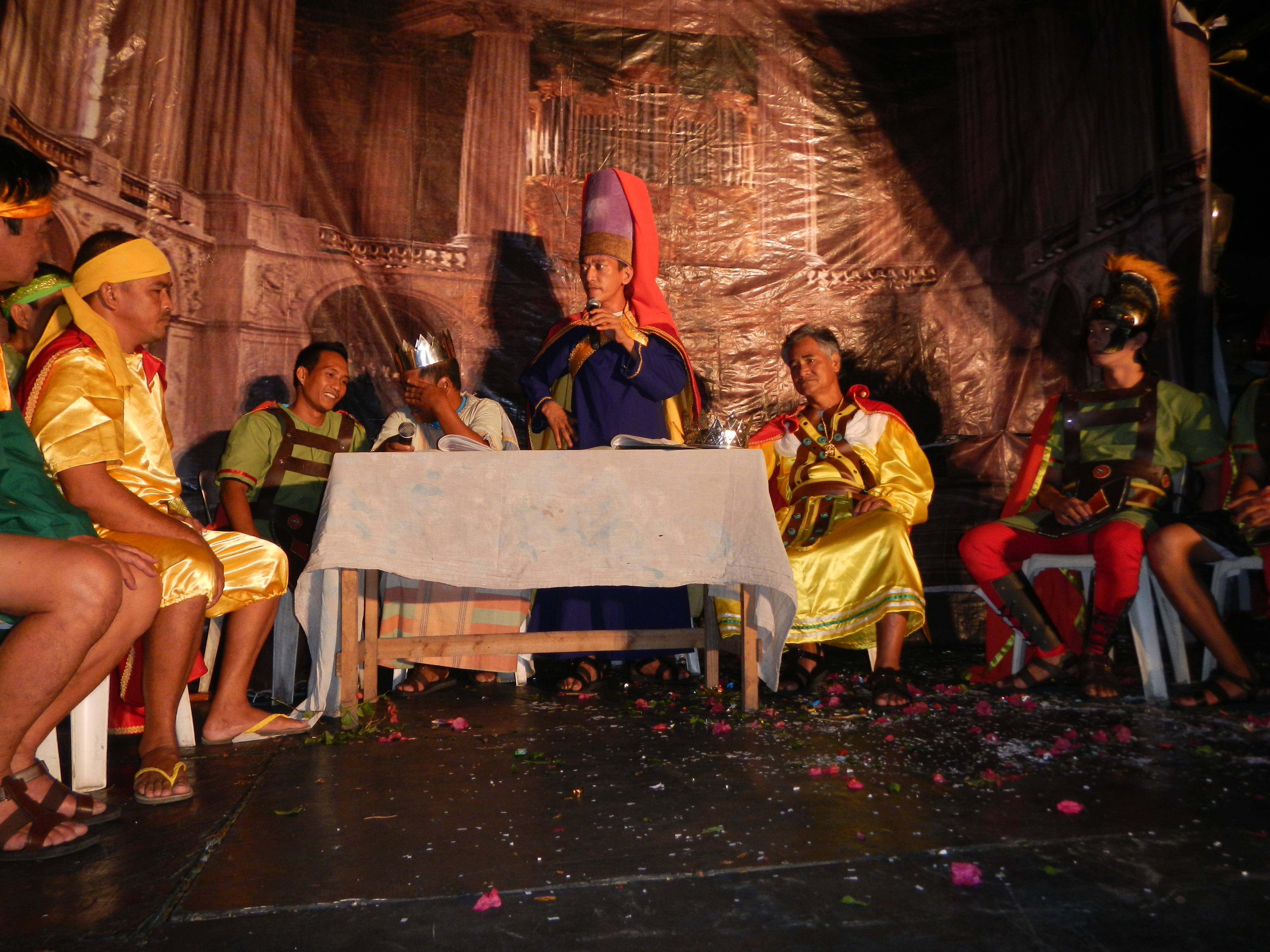
シナクロ（舞台で劇として演じられるパション[1]）。ブラカン州にて。